# Coonskin
Coonskin (lett. "Pelle di procione") è un film a tecnica mista del 1974 scritto e diretto da Ralph Bakshi.
Narra le vicende di tre animali antropomorfi afroamericani (Br'er Rabbit, un coniglio, Br'er Fox, una volpe e Br'er Bear, un orso) nella loro ascesa verso i vertici del crimine organizzato e del racket ad Harlem, vedendosela con la polizia corrotta, truffatori organizzati e la Mafia.
Il film combina sequenze live-action con animazioni, i personaggi principali vengono interpretati da Philip Michael Thomas, Charles Gordone, Barry White e Scatman Crothers, i quali compaiono tutti sia nelle parti "dal vivo" che come controparti animate. Il film, libero adattamento dei racconti de La capanna dello zio Tom, utilizza numerosi riferimenti e vari elementi della cultura afro-americana e fa una satira sia degli stereotipi razzisti che del genere blaxploitation e in più contiene evidenti riferimenti alle pellicole I racconti dello zio Tom e Il padrino.
Originariamente prodotto con i titoli Harlem Nights e Coonskin No More..., Coonskin fu oggetto di enormi controversie prima della sua presentazione cinematografica quando il Congress of Racial Equality lo criticò reputandone il contenuto razzista. Quando finalmente l'opera venne pubblicata, la Bryanston Distributing Company ne diede distribuzione limitata e il riscontro critico fu negativo. Dopo la ripubblicazione con i titoli Bustin' Out e Street Fight, Coonskin è stato rivalutato ed è considerato da molti e dall'autore fra i migliori lavori di Ralph Bakshi.

## Trama
Il film si apre con una sequenza a cartone animato, in cui appaiono due uomini afroamericani. Il secondo riferisce un fatto di cronaca nera secondo cui 350 persone si sarebbero suicidate saltando giù dal Golden Gate Bridge – tra queste, soltanto due erano di colore e uno di loro pare sia stato addirittura spinto giù – ed entrambi si allontanano sghignazzando. 
Oklahoma, area meridionale e campagnola dello Stato americano. In una rustica chiesetta un predicatore noto come “Reverendo″ (Charles Gordone) sta terminando un sermone per la prossima messa, osservato da due bambini. Lasciata la chiesa, si reca a trovare un suo vecchio amico, Sampson (Barry White), e la sua famiglia. I due hanno deciso senza ripensamenti di venire in soccorso del loro amico, Randy (Philip Michael Thomas), a evadere dalla prigione – tuttavia non viene specificato il motivo per cui il giovane è finito dentro. Nel cuore della notte, Randy riesce a evadere grazie all'aiuto di un vecchio, chiamato Pappy (Scatman Crothers), esperto dei vari tunnel sotterranei del luogo di detenzione. I due si mettono a discutere nel mentre che aspettano l'arrivo degli altri due (il piano consiste nell'irruzione in auto di Sampson e del Reverendo, con Randy che dovrà precipitarsi nella vettura prima che i secondini abbiano il tempo di capire cosa sta succedendo e andarsene a tutta birra). Essendo che Randy è un tipo alquanto impaziente e impetuoso, Pappy cerca di farlo aspettare raccontando una storia: un tempo conosceva tre individui, che erano uguali in tutto e per tutto ai tre combinaguai. La storia di Pappy è raccontata in animazione sovrapposta a uno sfondo di foto e sequenze “live-action”.
Il vecchio narra che vi era un Fratello Coniglio, «furbo e irascibile com'è Randy, lo era anche lui». Poi c'era anche un Fratello Orso, «tanto grosso quanto forte»; e infine un cosiddetto "Reverendo" Volpe, che «era scatenato proprio come il caro Reverendo» che conosce Randy. In un cimitero, in piena notte, il trio "saluta" i genitori defunti di Coniglio, il quale spiega che Volpe ha cresciuto lui e Orso una volta rimasti orfani, nondimeno ora sembra essere un po' meno lucido che in passato e son loro a doversi prendere cura di lui. Malgrado i tentativi di Coniglio di salvare la casa (sotto ipoteca), la banca aveva deciso lo stesso di venderla a un viscido individuo che pensò bene di farla diventare un bordello. A causa di uno scompiglio causato da Coniglio (aveva cercato di far andare la figlia dello sceriffo a letto con il padre e il suo vice), i tre amici sono costretti a filarsela in cerca di un posto migliore. Decidono dunque di andare ad Harlem, il quartiere degli afroamericani, tutti residenti lì da diverso tempo, ma Coniglio, Orso e Volpe si rendono conto che in realtà le apparenze ingannano. Harlem è un quartiere malfamato e decadente, dove i neri non se la passano benissimo a causa di svariati grattacapi dovuti principalmente alla criminalità. Incontrano un truffatore che si fa chiamare Simple Savior, un sedicente capo rivoluzionario che fa credere di essere il "cugino" di Gesù Cristo nero, e che dà ai suoi discepoli «la forza di uccidere bianchi». In uno spettacolo sul palcoscenico nella sua "chiesa", Savior recita la parte di un oppresso dai simboli appunto dell'oppressione verso i neri (alla fine distrugge delle immagini di John Wayne, Elvis Presley e Richard Nixon a suon di spari), prima di mandare i suoi sgherri a ricevere "donazioni". Quando Fratello Coniglio (ben consapevole che non si tratta altro di una truffa per derubare i poveri abitanti di Harlem che sperano in un miracolo) ruba una parte dei soldi raccolti e cerca di stimolare sentimenti anti-rivoluzionari nei presenti che se la prendono con gli scagnozzi, Savior cerca di farlo uccidere. I tre entrano in un locale di proprietà di Savior, che si scopre aver costruito una grossa organizzazione criminale. Lì conoscono Pearl, una povera ragazza costretta a prostituirsi da un crudele ruffiano, e per aiutarla causano una rissa violenta e tumultuosa, mentre Reverendo Volpe porta via la fanciulla. Stufo del coniglio che continua a ficcare il naso nei suoi loschi traffici, Savior lo fa catturare e portare al suo cospetto. Grazie alla sua già menzionata grandissima astuzia, Fratello Coniglio sfrutta la psicologia inversa per farsi liberare, e insieme ad Orso uccide il truffatore. Questo permette a Coniglio di assumere il controllo dell'organizzazione di Savior durante il suo funerale, iniziando la sua scalata verso i vertici del crimine organizzato ad Harlem. Ma prima dovrà sbarazzarsi di pericolosi avversari: gli ex-collaboratori del truffatore avvertono il nuovo capo che si uniranno a lui soltanto se ucciderà gli altri signori del crimine presenti sul territorio. 
Di tanto in tanto sono presenti intervalli in cui assistiamo all'interazione tra “Miss America”, una giovane e virtuosa ragazza bionda vestita con i colori della bandiera statunitense (personificazione degli USA dominati dai bianchi), e un uomo afroamericano (rappresentazione dei neri che hanno da sempre un rapporto conflittuale con la popolazione bianca). In questi spezzoni prima pesta a sangue un uomo che esprime il desiderio di giacere con lei, poi uccide un attentatore alla sua vita, e fa condannare a morte un povero innocente, cantando una famosa canzone.
Nel mondo reale, Sampson e il Reverendo continuano il loro viaggio verso il penitenziario. Tuttavia, mentre si fermano a fare il pieno di benzina, il benzinaio cerca di molestare una ragazza afroamericana che non poteva pagare, così i due trattengono l'uomo per permetterle di scappare. Quando vanno via, il tipo denuncia alla polizia di essere stato derubato da due neri (nonostante avessero legalmente pagato). Al posto di blocco, i due vengono fermati dalla polizia e ne nasce una lite.
Tornando alla storia di Pappy, il primo avversario con cui Coniglio dovrà vedersela è Mannigan, un corrotto ufficiale di polizia caucasico – probabilmente di origini irlandesi, dalla faccia storta, violento, razzista e omofobo a livelli incredibili, addetto alla riscossione dei soldi ricavati da attività illecite, quali spaccio di droga, prostituzione etc. Dimostra il suo disprezzo verso gli afroamericani in vari modi, tra cui il rifiuto di lavarsi prima di incontrarli, cosa che secondo lui non si meritano. Mannigan viene incaricato di trovare e far fuori Fratello Coniglio, assieme ai suoi collaboratori Ruby e Bobby. Giunti ad Harlem, l'agente si addentra con Ruby in un nightclub chiamato Coda di Cotone. Una spogliarellista nera lo distrae mentre una cameriera aggiunge al suo bicchiere di whisky una piccola dose di LSD. Sotto l'effetto della droga, Mannigan viene costretto a un amplesso con un gay effeminato, viene truccato (gli dipingono la faccia di nero) e vestito fino a somigliare allo stereotipo della “Mammy” afroamericana e infine gettato via dal retro del club, dove scopre che Ruby e Bobby sono morti. Quindi va in delirio e inizia a sparare all'impazzata con la pistola d'ordinanza. Il putiferio fa sopraggiungere le forze di polizia, che gli intimano di fermarsi: la raffica di pallottole incontrollata di Mannigan uccide un poliziotto e lo psicotico agente viene ucciso dalla pattuglia, crivellato di colpi.
Tolto di mezzo il crudele e corrotto ufficiale, la comunità afroamericana di Harlem può finalmente tirare un sospiro di sollievo. Coniglio non è ancora fuori pericolo però: adesso tocca alla Mafia, con a capo il Padrino (doppiato in inglese da Al Lewis, non accreditato), che vive nella metropolitana con sua moglie e i loro vari figli, per lo più omosessuali – forse due con una relazione incestuosa – e crossdresser. La missione di uccidere Coniglio viene data a Sonny (doppiato in originale da Richard Paul). Il sicario aspetta vicino al night club di Coniglio con la faccia dipinta di nero (fino a somigliare allo stereotipo degli afroamericani raffigurato nei minstrel show) e un mitra nascosto in un banjo. Sonny spara a Coniglio ma lo manca, ferendo gravemente Orso, e cerca di fuggire in auto, ma Fratello Coniglio riesce a fermarlo e a sparargli, per cui il mafioso perde il controllo della vettura e va a finire fuori strada. L'auto brucia fino a esplodere e Sonny finisce ridotto in cenere. I suoi resti vengono disposti in una bara e riportati a casa, dove sua madre lo piange. Durante un ballo di famiglia, la moglie del Padrino, impazzita dal dolore, si convince che il marito voglia far morire tutti i suoi figli per tornaconto personale, e cerca di sparargli. Tuttavia il tempestivo intervento di Mario, il braccio destro del boss e suo messaggero personale, fa sì che invece sia l'anziana donna a morire, che morendo ringiovanisce e si trasforma in una farfalla, per poi essere schiacciata dal boss malavitoso. 
Intanto Fratello Orso, guarito dalle ferite inflitte da Sonny, passa un periodo di crisi: si ritrova indeciso fra il continuare a “lavorare” con Coniglio o condurre una vita onesta e senza crimini. Girovagando a New York per diverso tempo, una sera, sulla metro, si ritrova tra le mani un volantino, pubblicità di un nuovo bordello gestito nientemeno che da Reverendo Volpe in persona. Decide così di chiedere consiglio al suo vecchio amico. Una volta arrivato alla casa di tolleranza, Orso si “sposa” con Pearl, la ragazza precedentemente incontrata al bar di Savior. Volpe però si incontra segretamente con il Padrino (che pur non avendo obiezione alcuna in merito all'atteggiamento dei figli, risulta essere non meno razzista e xenofobo del fu Mannigan), essendo che le entrate della sua "attività" vanno a lui. Il boss in quest'ultima circostanza rifiuta il denaro, non senza motivo: vuole infatti che Volpe gli porti Fratello Coniglio in modo tale che possa liberarsi di lui. Sapendo che sarebbe stato difficile convincere Coniglio a seguirlo, il predicatore ha un'idea migliore – sfruttare Fratello Orso per arrivare al coniglio. 
A un party di gala, Volpe presenta Mario a Orso e Pearl, cosa che spinge Orso ad allontanarsi inviperito. Tuttavia, su esortazione del reverendo e convinto dalla compagna, alla fine si decide e diventa un pugile per conto della Mafia. Nel locale di Coniglio, Miss America lo esorta a trovare un avversario per quello che sarà "l'incontro del secolo". Così Fratello Orso dovrà affrontare il campione di Coniglio (un esile individuo vestito come un giocatore di basket) in uno scontro all'ultimo sangue. Il nostro eroe sa già che si tratta di una trappola per attentare alla sua vita, e colloca in prima fila un manichino di sé stesso fatto di catrame. I Mafiosi, convinti sia il vero Coniglio, cadono nel tranello: pugnalano il fantoccio e rimangono invischiati nel catrame. Il trio protagonista e il pugile avversario scappano dall'arena in procinto di esplodere. Coniglio si sente soddisfatto e realizzato: ora è ufficialmente il più forte di tutta l'area di Harlem.
Tornando alla realtà, il racconto di Pappy è finito e si fa giorno. Sampson e il Reverendo arrivano a tutta velocità con l'auto nella zona del penitenziario, sotto i proiettili delle guardie, che feriscono Sampson. I due evasi, sebbene anche Pappy venga sparato a una gamba, riescono a saltare in macchina e a squagliarsela verso la libertà con i loro salvatori. 

## Distribuzione

### Edizione italiana
In Italia il film è stato doppiato e distribuito in VHS nel 1992 dall'editore Logica 2000 con il titolo Coonskin - I guerrieri di Harlem. L'edizione italiana, realizzata presumibilmente a Milano, utilizza la versione originale di Coonskin prodotta dalla Paramount e presentata nel 1974 presso il MOMA: essa presenta diverse scene aggiunte o allungate, alcune altre scene mancanti e diverse variazioni di montaggio rispetto alla versione statunitense definitiva distribuita da Bryanston nel 1975. Nel 2023 è stato ridistribuito in Italia in un'edizione DVD limitata da parte della Sinister Film contenente sia la versione americana ridotta che quella estesa originale del 1974.